# The Alphabet Game
The Alphabet Game es un juego de panel de comedia que se emitió en la BBC desde el 5 de agosto de 1996 hasta el 27 de marzo de 1997 y fue presentado por Andrew O'Connor. El programa fue creado por O'Connor, Rebecca Thornhill, Mark Maxwell-Smith y producido por Objective Productions. Fue versionado en España como Pasapalabra, por el que ITV Studios demandó a Telecinco por 17 millones de euros; Más tarde, ITV rehace el programa como Alphabetical.

## Formato
Dos miembros del público se juntan con dos celebridades cada uno, mientras que un quinto actúa como juez. Las cinco celebridades están allí toda la semana, mientras que los concursantes rotan. La ronda 1 muestra a los equipos tratando de responder preguntas tales como "cosas que haría si ganara la lotería"; los equipos deben pasar por el alfabeto para proporcionar respuestas. El otro equipo puede desafiar una respuesta si sienten que es incorrecta, en cuyo caso el juez decide qué equipo está en lo correcto. Si el juez decide que el equipo desafiante está en lo correcto o que un miembro del equipo no puede pensar en una respuesta, el juego pasa al otro equipo. Esta ronda termina cuando un equipo pasa la letra Z, y la siguiente consiste en que los equipos intenten crear una cadena de palabras cada una comenzando con el final de la última. En la tercera ronda, los equipos reciben una oración y se les pide que la terminen, por ejemplo, "A Kevin le gusta F". Los tres miembros del otro equipo tienen una carta cada uno con una respuesta que el equipo contrario debe dar. Cada miembro del equipo obtiene siete segundos cada uno.
En la cuarta ronda, los concursantes deben tratar de describir algo utilizando palabras/frases que comiencen con cada letra. La ronda cinco es una repetición de la primera ronda que se juega hasta que se acabe el tiempo. La ronda seis es jugada por el ganador; si se anotan los empates, los equipos deciden entre ellos encontrar a un concursante con el objetivo de ganar el premio para ambos equipos. O'Connor luego hará una pregunta con una respuesta de tres palabras, por ejemplo, "¿Quién inventó el teléfono?" y los tres miembros del equipo deben responder "A G B" (Alexander Graham Bell). Cinco respuestas correctas en sesenta segundos les da el premio.

## Transmisiones
| Temporadas | Fecha de inicio     | Fecha de final       | Episodios |
| ---------- | ------------------- | -------------------- | --------- |
| 1          | 5 de agosto de 1996 | 30 de agosto de 1996 | 20        |
| 2          | 13 de enero de 1997 | 27 de marzo de 1997  | 54        |

## Versiones internacionales
El formato creado en Reino Unido ha sido adaptado en Francia, Grecia, Brasil, España, Colombia, Argentina, Panamá, Portugal, Italia, Turquía, Chile y Alemania.

### Ediciones extranjeras
| País      | Título                                           | Cadena | Presentador | Estreno               | Final                   |
| --------- | ------------------------------------------------ | --- | --- | --------------------- | ----------------------- |
| España    | Pasapalabra                                      | Antena 3 (24 de julio del 2000 – 9 de junio de 2006 / 13 de mayo de 2020 – presente) Telecinco (16 de julio de 2007 – 1 de octubre de 2019)                                                          | Silvia Jato (2000–2002; 2003–2006) Constantino Romero (2002–2003) Jaime Cantizano (2006) Christian Gálvez (2007–2019) Roberto Leal (2020–presente)                    | 24 de julio de 2000   | Actualmente en emisión  |
| Brasil    | A Grande Chance                                  | Rede Bandeirantes | Gilberto Barros | 24 de abril de 2007   | 21 de junio de 2008     |
| Francia   | En toutes lettres Tout le monde a son mot à dire | France 2 | Julien Courbet (31 de agosto de 2009 – 30 de junio de 2011) Olivier Minne y Sidonie Bonnec (6 de marzo de 2017 – 2025) Bruno Guillon y Sidonie Bonnec (2025–presente) | 31 de agosto de 2009  | Actualmente en emisión  |
| Italia    | Passaparola                                      | Canale 5 | Gerry Scotti (11 de enero – 27 de febrero de 1999; 21 de junio de 1999 – 27 de enero de 2008) Claudio Lippi (1 de marzo – 19 de junio de 1999)                        | 11 de enero de 1999   | 27 de enero de 2008     |
| Grecia    | Πεσ Τη Λεξη Pes Ti Lexi                          | ERT1 | Yorgos Karamihos | 22 de octubre de 2022 | Actualmente en emisión  |
| Turquía   | Passaparola                                      | Star TV (14 de octubre de 2002 – 11 de noviembre de 2005; 14 de mayo de 2010 – 30 de enero de 2011) Kanal 1 (3 de julio de 2006 – 14 de marzo de 2008)                                               | Metin Uca (2002 – febrero de 2005; 2006–2008; 2010–2011) Mehmet Ali Erbil (febrero – mayo de 2005) Mesut Yar (mayo – 11 de noviembre de 2005)                         | 14 de octubre de 2002 | 30 de enero de 2011     |
| Argentina | Pasapalabra                                      | Azul Televisión (7 de enero de 2002 – 18 de marzo de 2002) El Trece (21 de enero de 2016 – 10 de abril de 2020) Telefe (1 de marzo de 2021 – 6 de noviembre de 2022; 26 de enero de 2025 – presente) | Claribel Medina (2002) Iván de Pineda (2016–2020; 2021–2022; 2025–)                                                                                                   | 7 de enero de 2002    | Actualmente en emisión  |
| Colombia  | Pasapalabra                                      | RCN Televisión | Jéssica de la Peña | 2003                  | 2003                    |
| Portugal  | Passo a Palavra                                  | RTP1 | Nicolau Breyner | 2003                  | 2003                    |
| Chile     | Pasapalabra                                      | Chilevisión | Julián Elfenbein | 7 de enero de 2018    | Actualmente en emisión  |
| Uruguay   | Pasapalabra                                      | Canal 10 | Jorge Piñeyrúa | 11 de marzo de 2019   | Actualmente en emisión  |
| Alemania  | Buchstaben Battle                                | Sat.1 | Ruth Moschner | 12 de octubre de 2020 | 28 de enero de 2022     |
| Panamá    | Pasapalabra                                      | TVN | Marelissa Him | 18 de octubre de 2021 | 23 de diciembre de 2022 |

- Colombia contó hace algunos años con su propia versión, Pasapalabra, transmitida por RCN Televisión y conducido por la presentadora de noticias Jéssica de la Peña.
- Pasapalabra (Argentina) contó con la conducción de Claribel Medina en 2002 para Azul TV. Desde el 21 de enero de 2016 hasta el 10 de abril de 2020, fue transmitido por El Trece (además de actualmente ser producido por Turner Argentina, parte de Warner Bros. Latinoamérica), esta vez con la conducción del modelo y presentador Iván de Pineda. El programa se mantuvo sin emisión durante la pandemia de coronavirus después de más de 4 años ininterrumpidos en el aire.
- En Chile, Pasapalabra se emite desde el 5 de enero de 2018. Se emite de domingo a jueves por Chilevisión y es conducido por Julián Elfenbein.[10]
- Desde el 14 de marzo, Chilevisión ofrece cada tarde el 'Mundial de Pasapalabra', una competición internacional que busca al mejor concursante de habla hispana. Por primera vez en la historia, algunos de los participantes más destacados de España, Panamá, Uruguay, Argentina y Chile para encontrar al mejor del mundo.
- Uruguay cuenta con su propia versión del programa desde el 11 de marzo de 2019. Se emite por Canal 10 y cuenta con la conducción de Jorge Piñeyrúa.[11][12]
- Pasapalabra (España) es un concurso de televisión español emitido desde el 24 de julio de 2000[13] en diferentes cadenas. Originalmente se emitía a través del canal Antena 3, donde permaneció hasta 2006. Un año después, en 2007, el programa se mudó a Telecinco, que lo emitió desde ese mismo año[14] hasta 2019.[15] Después, el concurso terminó regresando a Antena 3 para su emisión desde el 13 de mayo de 2020.[16] Ha sido presentado por Silvia Jato, Constantino Romero y Jaime Cantizano (en Antena 3 desde el 2000 hasta 2006); Christian Gálvez (en Telecinco desde 2007 hasta 2019); y Roberto Leal (en Antena 3 desde 2020).[17]
- Panamá cuenta con su propia versión del programa desde el 18 de octubre de 2021. Se emite por TVN y cuenta con la conducción de Marelissa Him.